# 大點裸胸鱔
大點裸胸鱔，又稱大點裸胸鯙，為輻鰭魚綱鰻鱺目鯙亞目鯙科的其中一種，分布於西印度洋的阿曼及索馬利亞海域，棲息深度可達21公尺，體長可達59.5公分，為底棲性魚類，屬肉食性，生活習性不明。

## 擴展閱讀
維基物種上的相關：大點裸胸鱔